# Stuart Abbott
Stuart Richard Abbott (Ciudad del Cabo, 3 de junio de 1978) es un exjugador británico de rugby nacido en Sudáfrica que se desempeñaba como centro. Actualmente ejerce su profesión de economista.

## Selección nacional
Debutó en el XV de la Rosa en agosto de 2003 frente a los Dragones rojos y jugó con ellos irregularmente debido a sus constantes lesiones en uno de sus hombros hasta su última convocatoria en junio de 2006 frente a los Wallabies.

### Participaciones en Copas del Mundo
Solo disputó una Copa del Mundo: Australia 2003 donde el XV de la Rosa se consagró campeón del Mundo.
| Mundial                       | Sede      | Resultado | PJ | Tries |
| ----------------------------- | --------- | --------- | -- | ----- |
| Copa Mundial de Rugby de 2003 | Australia | Campeón   | 3  | 1     |

## Palmarés
- Campeón de la Copa de Campeones de 2003/04.
- Campeón de la Copa Desafío de 2002/03.
- Campeón de la Aviva Premiership de 1999-00, 2002-03, 2003-04 y 2004-05.